# Soliton de Peregrine

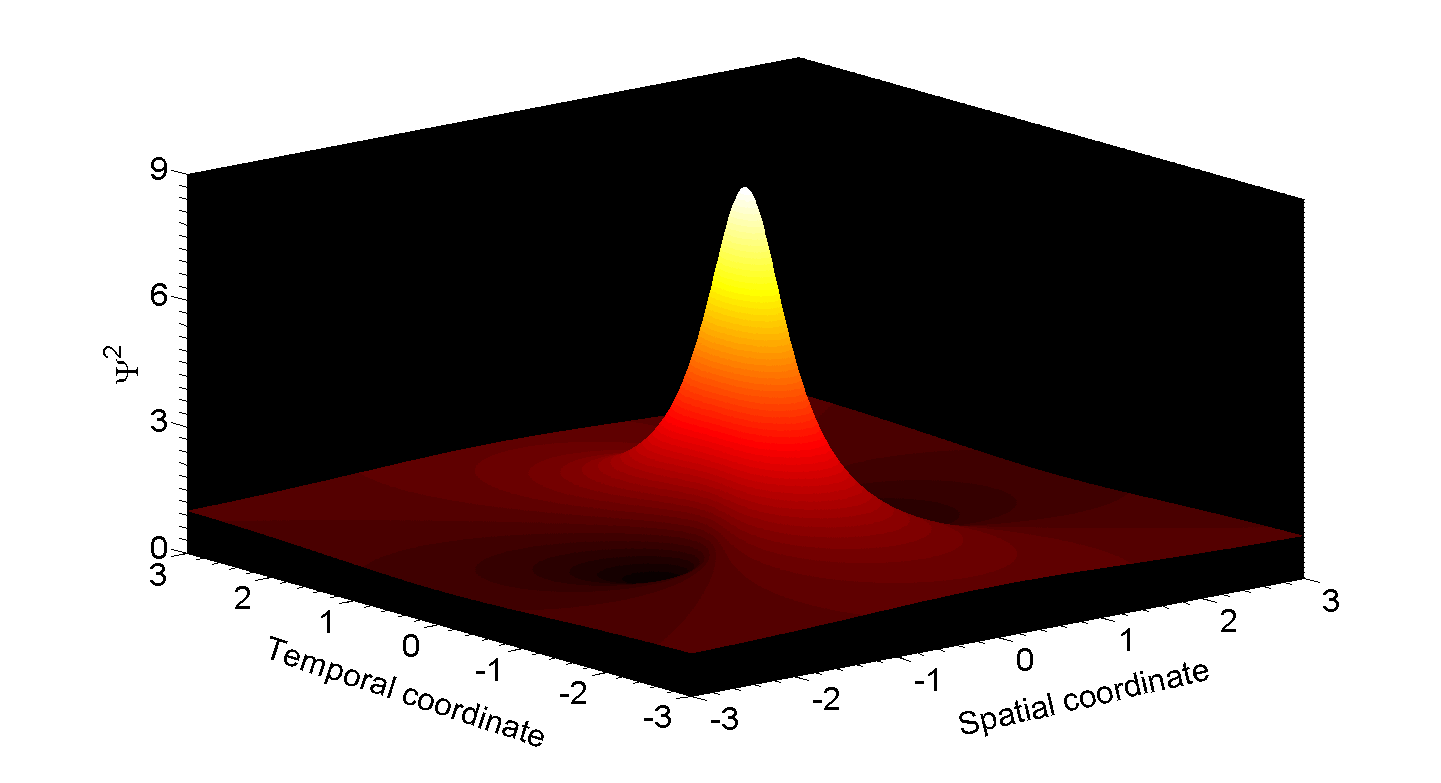
Vue 3D de l'évolution spatiotemporelle du soliton de Peregrine

Le soliton de Peregrine est une solution mathématique de l'équation de Gross-Pitaevskii qui est équivalente à l'équation de Schrödinger à terme non linéaire ajouté. Cette solution a été établie en 1983 par Howell Peregrine, chercheur au département de mathématiques de l'Université de Bristol. Utilisé en optique, hydrodynamique, physique des plasmas.

## Propriétés
Au contraire du solition fondamental qui a la propriété de conserver sa forme caractéristique inchangée durant sa propagation, le soliton de Peregrine présente une double localisation, à la fois dans le domaine temporel et dans le domaine spatial. Ainsi, à partir d'une petite oscillation sur un fond continu, le soliton de Peregrine se développe, voyant sa durée temporelle diminuer et son amplitude augmenter. Au point de compression maximale, son amplitude atteint trois fois l'amplitude du fond continu environnant  (si l'on raisonne en intensité comme c'est le cas en optique, c'est un facteur 9 qui sépare le pic du soliton du fond environnant). Passé ce point de compression maximale, l'onde voit son amplitude diminuer et s'élargit pour finalement disparaître.
Ce comportement du soliton de Peregrine correspond aux critères habituellement retenus pour qualifier une vague scélérate; Le soliton de Peregrine pourrait éventuellement expliquer la formation de ces vagues d'une amplitude anormalement élevée qui apparaissent et disparaissent sans laisser de trace .

## Expression mathématique

### Dans le domaine spatiotemporel

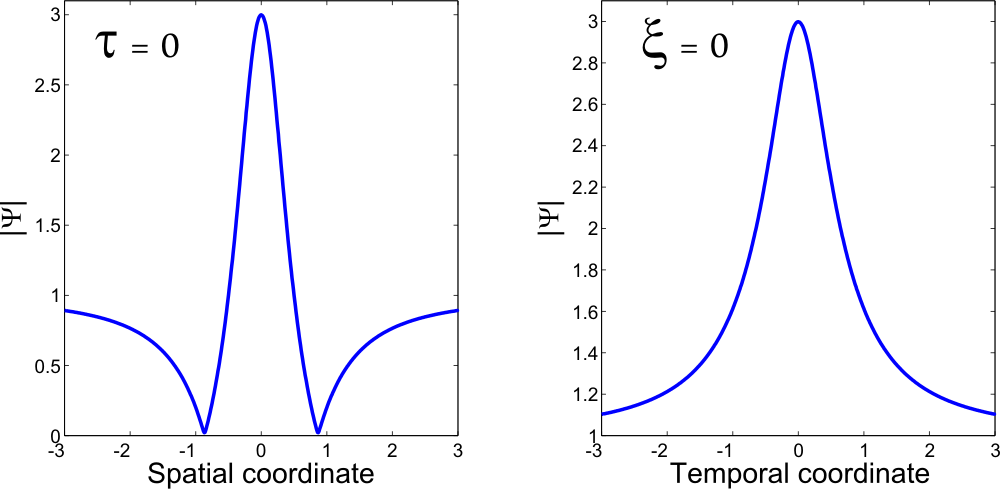
Profils spatial et temporel au point de compression maximal

Le soliton de Peregrine est solution de l'équation de Schrödinger non linéaire unidimensionnelle qui peut s'écrire sous la forme normalisée suivante :
{\displaystyle i{\frac {\partial \psi }{\partial \tau }}+{\frac {1}{2}}{\frac {\partial ^{2}\psi }{\partial \xi ^{2}}}+|\psi |^{2}\psi =0}
avec {\displaystyle \xi } coordonnée spatiale et {\displaystyle \tau } coordonnée temporelle. {\displaystyle \psi (\xi ,\tau )} représentant l'enveloppe d'une onde de surface se propageant en eau profonde. La dispersion est considérée anormale et la non-linéarité autofocalisante.
Le soliton de Peregrine a pour expression dans le domaine spatiotemporel :
{\displaystyle \psi (\xi ,\tau )=\left[1-{\frac {4(1+2i\tau )}{1+4\xi ^{2}+4\tau ^{2}}}\right]e^{i\tau }}
si bien que ses maxima temporel et spatial sont atteints en {\displaystyle \xi =0} et {\displaystyle \tau =0}.

### Dans le domaine spectral

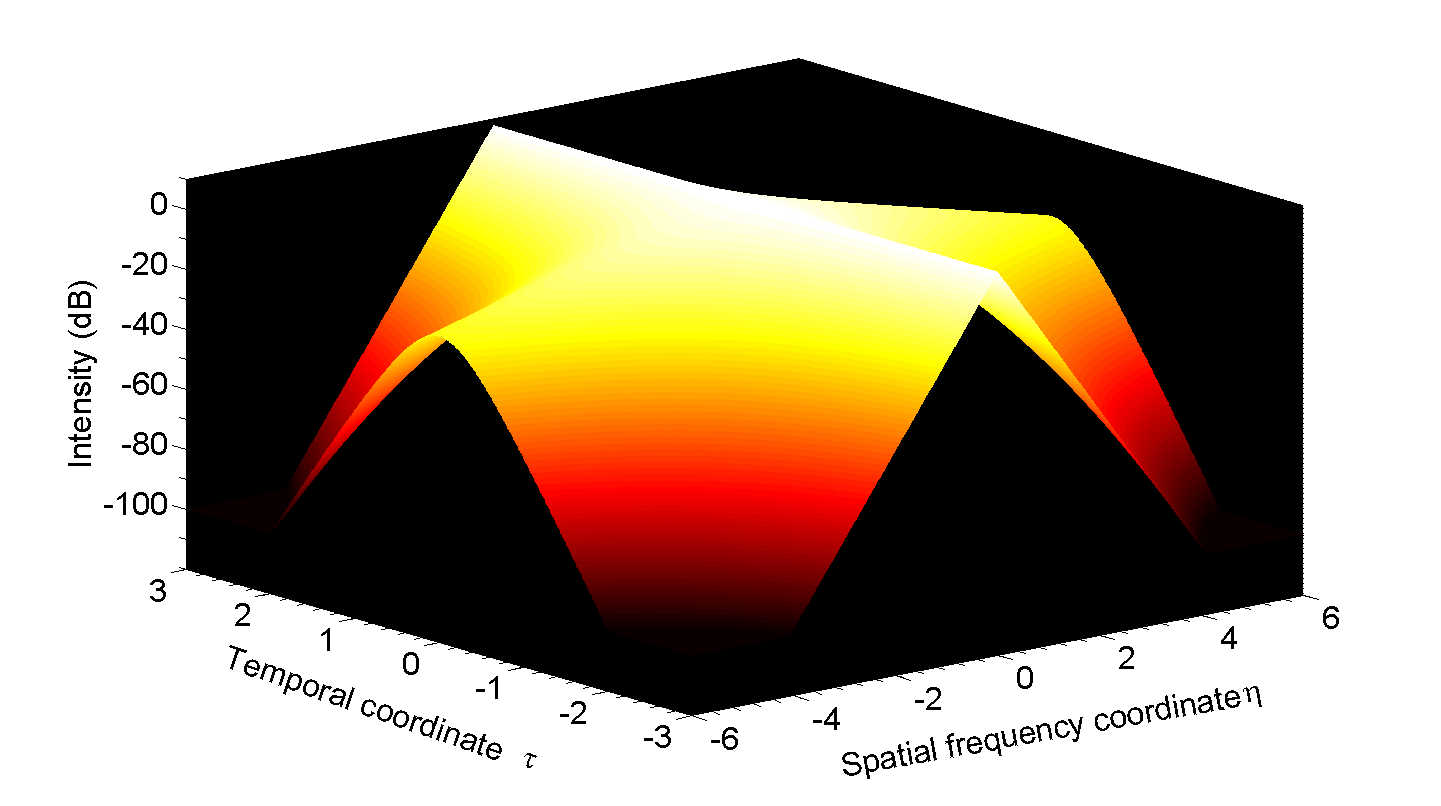
Évolution du spectre du soliton de Peregrine

À partir de la transformée de Fourier de {\displaystyle \psi }, il est également possible d'exprimer mathématiquement le soliton de Peregrine en fonction de la fréquence spatiale {\displaystyle \eta } :
{\displaystyle {\tilde {\psi }}(\eta ,\tau )={\frac {1}{\sqrt {2\pi }}}\int {\psi (\xi ,\tau )e^{i\eta \xi }d\xi }={\sqrt {2\pi }}e^{i\tau }\left[{\frac {1+2i\tau }{\sqrt {1+4\tau ^{2}}}}\exp \left(-{\frac {|\eta |}{2}}{\sqrt {1+4\tau ^{2}}}\right)-\delta (\eta )\right]}
avec {\displaystyle \delta } étant la distribution de Dirac.
Cela correspond à un module (avec le fond continu correspondant à la distribution de Dirac omis) :
{\displaystyle |{\tilde {\psi }}(\eta ,\tau )|={\sqrt {2\pi }}\exp \left(-{\frac {|\eta |}{2}}{\sqrt {1+4\tau ^{2}}}\right)}
De manière intéressante, il est possible de remarquer qu'à n'importe quel instant fixé {\displaystyle \tau }, si le module du spectre est représenté en échelle logarithmique, il aura alors une forme triangulaire caractéristique avec une pente étant en valeur absolue {\displaystyle {\frac {\sqrt {1+4\tau ^{2}}}{2}}}. Le spectre est donc le plus étendu (i.e. la décroissance du spectre est la plus faible) en  {\displaystyle \tau =0}. Cela correspond sans surprise au point de compression maximale.

### Le soliton de Peregrine vu sous différents angles

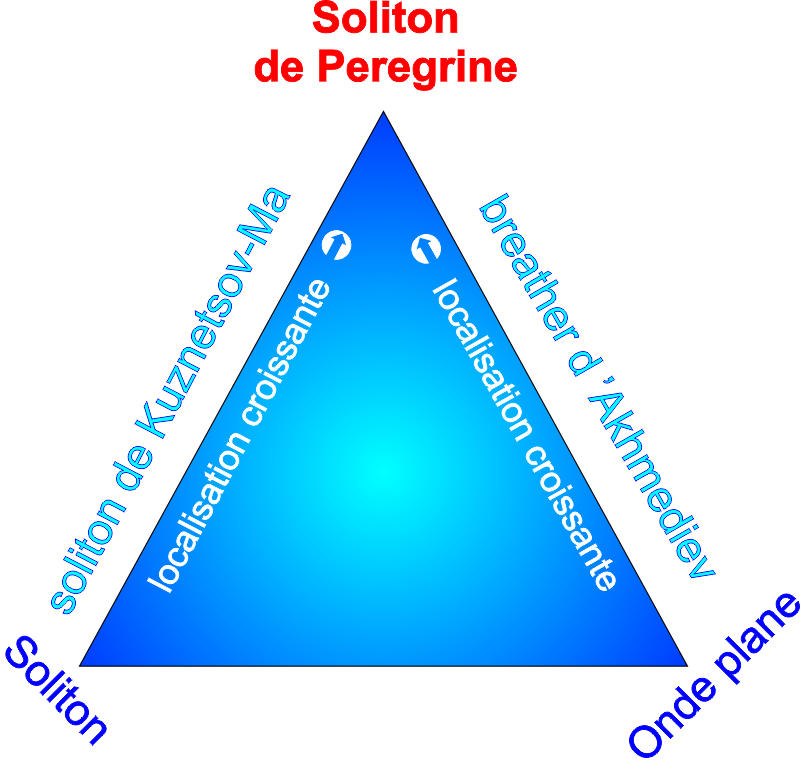
Le soliton de Peregrine par rapport aux solutions non linéaires

#### En tant que soliton rationnel
Le soliton de Peregrine est un soliton rationnel d'ordre 1.  

#### En tant que breather d'Akhmediev
Le soliton de Peregrine peut également être vu comme un cas limite d'une classe de solitons à respiration appelés breathers (en) d'Akhmediev. Ainsi lorsque la localisation temporelle des breathers tend vers l'infini, les breathers d'Akhmediev tendent vers le soliton de Peregrine.

#### En tant que soliton de Kuznetsov-Ma
Le soliton de Peregrine peut énfin considéré comme le cas limite des solitons dits de Kuznetsov-Ma.

## Démonstrations expérimentales
Les prédictions mathématiques de H. Peregrine ont été initialement établies dans le domaine hydrodynamique. C'est pourtant dans un tout autre domaine que le soliton de Peregrine a pu être pour la première fois démontré expérimentalement et caractérisé.

### Génération dans le domaine de l'optique

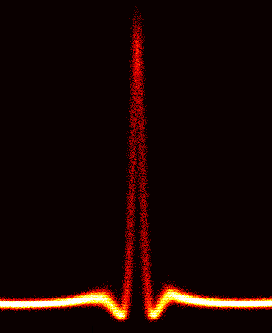
Enregistrement du profil temporel d'un soliton de Peregrine en optique

En 2010, soit plus de 25 ans après les travaux de Peregrine, des chercheurs ont exploité l'analogie qui peut être dressée entre le monde de l'hydrodynamique et l'optique pour générer dans des  fibres optiques des solitons de Peregrine ,. En effet, la propagation d'une impulsion dans une fibre optique et l'évolution d'une vague en eau profonde répondent toutes les deux à l'équation de Schrödinger non linéaire (moyennant néanmoins une inversion des variables de temps et d'espace). Une telle analogie avait déjà été exploitée par le passé pour générer dans les fibres optiques des solitons optiques.
Plus précisément, l'équation de Schrödinger non linéaire s'écrit pour une fibre optique en unités dimensionnées :
{\displaystyle i{\frac {\partial \psi }{\partial z}}-{\frac {\beta _{2}}{2}}{\frac {\partial ^{2}\psi }{\partial t^{2}}}+\gamma |\psi |^{2}\psi =0}
avec   {\displaystyle \beta _{2}} étant la dispersion d'ordre 2 (supposée anormale, soit  {\displaystyle \beta _{2}<0} et    {\displaystyle \gamma } étant le coefficient de non-linéarité Kerr.  {\displaystyle z} et  {\displaystyle t} représentent respectivement la distance de propagation et la variable temporelle dans un repère se propageant à la vitesse de groupe.        
Dans ces conditions, l'expression du soliton de Peregrine sous sa forme dimensionnée s'écrit  :
{\displaystyle \psi (z,t)={\sqrt {P_{0}}}\left[1-{\frac {4\left(1+2i{\dfrac {z}{L_{NL}}}\right)}{1+4\left({\dfrac {t}{T_{0}}}\right)^{2}+4\left({\dfrac {z}{L_{NL}}}\right)^{2}}}\right]e^{\dfrac {iz}{L_{NL}}}}.
{\displaystyle L_{NL}} représente une longueur non-linéaire définie par    {\displaystyle L_{NL}={\dfrac {1}{\gamma P_{0}}}} et   {\displaystyle T_{0}} une durée définie par  {\displaystyle T_{0}={\sqrt {\beta _{2}L_{NL}}}}.  {\displaystyle P_{0}} représente la puissance du fond continu.   
De manière intéressante et en se basant uniquement sur des composants des télécommunications optiques, il a été montré qu'avec même une condition initiale approchée (dans leur cas, une modulation initiale sinusoïdale), un profil très proche du soliton de Peregrine pouvait être généré ,. Néanmoins, les conditions expérimentales non idéales se traduisent par l'apparition, après le point de compression maximale, de sous-structutures ayant elles-mêmes la forme d'un soliton de Peregrine  , ce qui peut-être analytiquement expliqué par la transformation de Darboux . 
Le profil spectral triangulaire typique a également été confirmé expérimentalement ,,.

### Génération dans le domaine de l'hydrodynamique
Ces résultats en optique ont été confirmés dès 2011 dans le domaine hydrodynamique, par des expériences menées dans un canal d'une quinzaine de mètres de long.  En 2013, des expériences complémentaires utilisant un modèle réduit de chimiquier ont souligné tout le potentiel dévastateur de ces vagues sur un navire .

### Génération dans d'autres domaines
D'autres expériences menées dans le domaine de la physique des plasmas également régie par l'équation de Schrödinger non linéaire ont également montré l'universalité de cette forme d'onde .